# Ținutul Botoșani
Ținutul Botoșani a fost o unitate administrativ-teritorială în cadrul Principatului Moldovei. Ținutul a fost format din contul teritoriului ținutului Hârlău în a doua jumătate a secolului al XVIII-lea. Până în anul 1828 acest ținut a constituit principala sursă de venituri pentru soțiile domnilor Moldovei.

## Stemă

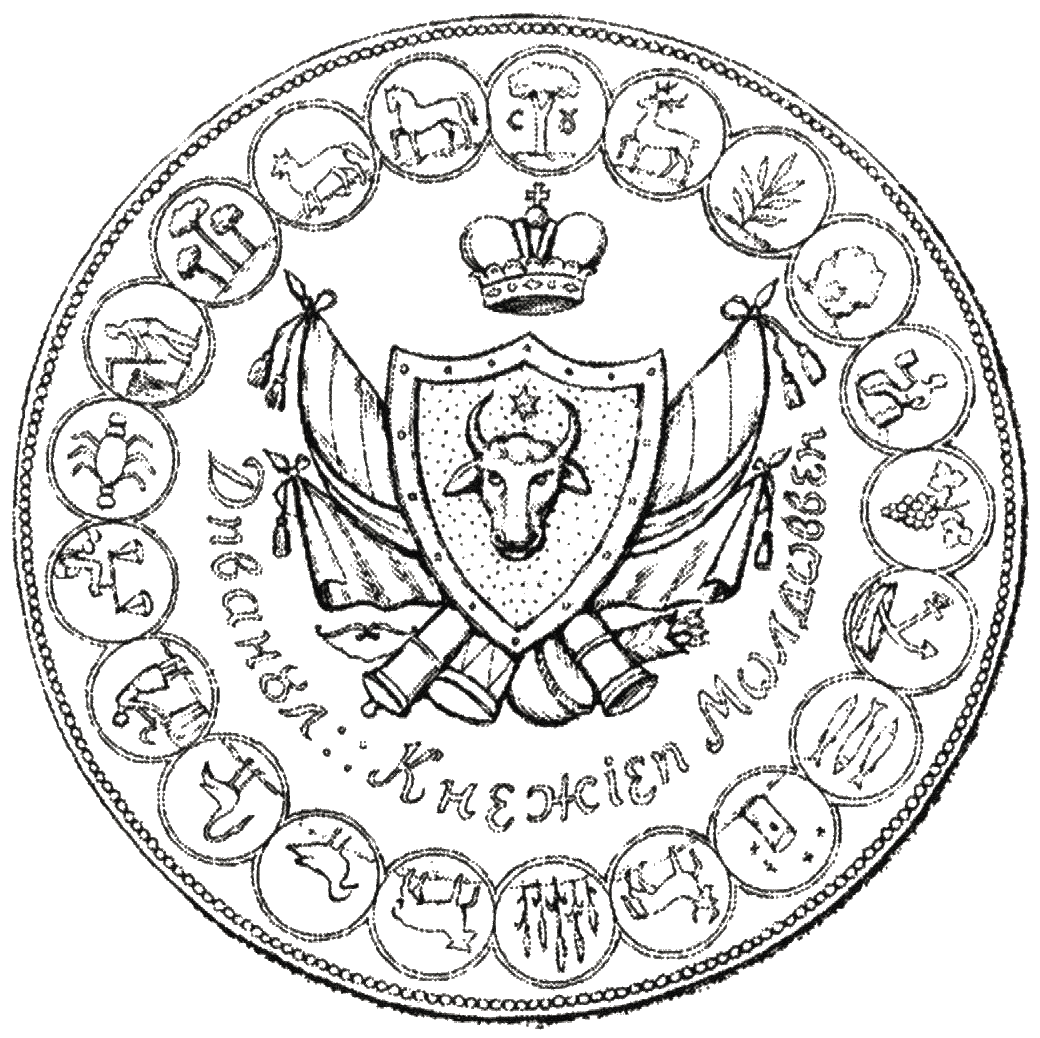
Sigiliul Divanului Cnejiei Moldovei cu stema Țării Moldovei înconjurată de 21 de medalioane cu stemele ținutale

În Sigiliul Divanului Cnejiei Moldovei (cca. 1806 - 1812) - cea mai veche imagine cunoscută care a conservat simbolurile ținutale - stema ținutului Botoșani este reprezentată de un medalion cu un cosaș cosind spre stânga. Începând cu 1817 (Stema mare domneasca lui Scarlat Callimachi) stema reprezintă o coasă înfipt într-o terasă cu vegetație (uneori lan de grâu sau iarbă cu flori) cu lama spre dreapta. Aceste elemente au stat la baza elaborării stemei județului Botoșani.

## Istorie
Ținutul Botoșani este menționat documentar pentru prima dată în anul 1741. În anii următori teritoriul ținutului apare făcând parte din ținutul Hârlău. Abia la recensămintele din anii 1772-1773 și 1774 ținutul Botoșani apare conturat și delimitat de ținuturile vecine. În perioada 1741-1743, domnul Constantin Mavrocordat, divizează ținuturile în unități administrativ-teritoriale mai mici, numite ocoale. Astfel, la catagrafia din anul 1772 ținutul Botoșani era împărățit în 3 ocoale: Câmpului, Târgului și Siretului. Ocolul Câmpului cuprindea nordul ținutului Botoșani, divizând ținutul Hârlău. Între Botoșani și Sulița era amplasat ocolul Târgului. Paralel cu râul Siret, se întindea ocolul Siretului, despărțit de restul ținutului Botoșani printr-un teritoriu îngust al ținutului Hârlău. Această diviziune teritorială s-a menținut până în anul 1835, când Hârlău este desființat și cea mai mare parte  teritoriului este înglobat în ținutul Botoșani, celelalte părți fiind transferate ținutului Iași.

## Localități
În 1772 ținutul Botoșani includea următoarele localități:
Ocolul Târgului
Târgul Botoșani, Dracșanul, Cerchejeni, Buzeni, Stauceni, Cișmeoa, Rusii, Huzeul, Boiceni, Stancești, Tulbureni, Curtești, Cârstești, Mănăstirea Doamnei, Schitul Agafon, Papauții, Slobozia lui Lupașco.
Ocolul Siretului
Bucace, Hanțeștii din Vale, Șerbanești, Slobozia Vorona, Cornul, Vorona, Grigorești, Mândrești, Hânțeștii din Deal, Costești, Calinești, Slobozia Vladeni, Berehoești, Buda, Pitulușeni.
Ocolul Câmpului
Cacaceni, Corloteni, Dumeni, Liveni, Havorna, Cordereni, Șipoteni, Cordereni, Manastireni, Epureni, Gorbanești, Miclaușeni, Socrujeni, Vladeni de la Podul lui Stamati, Tomești.